# Królewiec (Sainte-Croix)
Pour les articles homonymes, voir Królewiec.
Królewiec est une localité polonaise de la gmina de Smyków, située dans le powiat de Końskie en voïvodie de Sainte-Croix.